# The Crow
Filmen baserad på serien återfinns på The Crow (film)
The Crow är en tecknad serie av James O'Barr. O'Barr skapade serien som ett sätt att bearbeta sin flickväns död; hon blev överkörd av en rattfyllerist. Serien publicerades 1989, och blev en succé i underground-kretsar. 1994 släpptes en film med samma namn. Det har sedan även gjorts uppföljare och en TV-serie. Serien har även publicerats i svensk översättning i Seriemagasinet, med originalnamnet intakt.

## Handling
Serien handlar om Eric Draven och hans flickvän Shelly som blir mördade av fyra män när de stannar längs vägen då deras bil går sönder. Eric återvänder sedan med en kråka som följeslagare för att hämnas deras död.